# Preliminariile Campionatului European de Fotbal 2016 – Grupa C
Grupa C din preliminariile Campionatului European de Fotbal 2016 este una dintre cele nouă grupe care va decide echipele ce se vor califica pentru turneul final. Din această grupă fac parte Spania, Ucraina, Slovacia, Belarus, Macedonia și Luxemburg, iar fiecare dintre ele va juca câte două meciuri contra celorlalte echipe din grupă.
În primă fază, Gibraltarul a făcut parte din această grupă, dar a fost mutată în grupa D, din cauza conflictului dintre ea și Spania.

## Grupă
| Legendă pentru culorile grupelor       |
| -------------------------------------- |
| Echipă calificată direct pentru turneu |
| Echipă care merge la baraj             |

Vezi departajările dacă două sau mai multe echipe au același număr de puncte.
| Echipa            | MJ | V | E | Î | GM | GP | G   | Pct |
| ----------------- | -- | - | - | - | -- | -- | --- | --- |
| Spania            | 10 | 9 | 0 | 1 | 23 | 3  | +20 | 27  |
| Slovacia          | 10 | 7 | 1 | 2 | 17 | 8  | +9  | 22  |
| Ucraina           | 10 | 6 | 1 | 3 | 14 | 4  | +10 | 19  |
| Belarus           | 10 | 3 | 2 | 5 | 8  | 14 | −6  | 11  |
| Macedonia de Nord | 10 | 1 | 1 | 8 | 6  | 18 | −12 | 4   |
| Luxemburg         | 10 | 1 | 1 | 8 | 6  | 27 | −21 | 4   |

## Meciuri
Programul a fost anunțat de UEFA în aceeași zi cu tragerea la sorți, pe 23 februarie 2014, la Nisa. Orele de început sunt CET/CEST (ora locală este în paranteze).
| Luxemburg  | 1–1    | Belarus    |
| ---------- | ------ | ---------- |
| Gerson 42' | Report | Drahun 78' |

| Spania                                                            | 5–1    | Macedonia de Nord  |
| ----------------------------------------------------------------- | ------ | ------------------ |
| Ramos 16' (pen.) Alcácer 17' Busquets 45+3' Silva 50' Pedro 90+1' | Report | Ibraimi 28' (pen.) |

| Ucraina | 0–1    | Slovacia |
| ------- | ------ | -------- |
|         | Report | Mak 17'  |

| Belarus | 0–2    | Ucraina                                |
| ------- | ------ | -------------------------------------- |
|         | Report | Martynovich 82' (aut.) Sydorchuk 90+3' |

| Macedonia de Nord                           | 3–2    | Luxemburg            |
| ------------------------------------------- | ------ | -------------------- |
| Trajkovski 20', 66' (pen.) Abdurahimi 90+2' | Report | Bensi 39' Turpel 44' |

| Slovacia            | 2–1    | Spania           |
| ------------------- | ------ | ---------------- |
| Kucka 17' Stoch 87' | Report | Paco Alcácer 82' |

| Ucraina         | 1–0    | Macedonia de Nord |
| --------------- | ------ | ----------------- |
| Sydorchuk 45+2' | Report |                   |

| Belarus      | 1–3    | Slovacia                     |
| ------------ | ------ | ---------------------------- |
| Kalachev 79' | Report | Hamšík 65', 84' Šesták 90+1' |

| Luxemburg | 0–4    | Spania                                     |
| --------- | ------ | ------------------------------------------ |
|           | Report | Silva 27' Alcácer 42' Costa 69' Bernat 88' |

| Luxemburg | 0–3    | Ucraina                  |
| --------- | ------ | ------------------------ |
|           | Report | Iarmolenko 33', 53', 56' |

| Macedonia de Nord | 0–2    | Slovacia            |
| ----------------- | ------ | ------------------- |
|                   | Report | Kucka 25' Nemec 38' |

| Spania                          | 3–0    | Belarus |
| ------------------------------- | ------ | ------- |
| Isco 18' Busquets 19' Pedro 55' | Report |         |

| Macedonia de Nord | 1–2    | Belarus                     |
| ----------------- | ------ | --------------------------- |
| Trajkovski 9'     | Report | Kalachev 44' Kornilenko 82' |

| Slovacia                        | 3–0    | Luxemburg |
| ------------------------------- | ------ | --------- |
| Nemec 10' Weiss 21' Pekarík 40' | Report |           |

| Spania     | 1–0    | Ucraina |
| ---------- | ------ | ------- |
| Morata 28' | Report |         |

| Ucraina                                 | 3–0    | Luxemburg |
| --------------------------------------- | ------ | --------- |
| Kravets 49' Harmash 57' Konoplyanka 87' | Report |           |

| Belarus | 0–1    | Spania    |
| ------- | ------ | --------- |
|         | Report | Silva 45' |

| Slovacia             | 2–1    | Macedonia de Nord |
| -------------------- | ------ | ----------------- |
| Saláta 8' Hamšík 38' | Report | Ademi 69'         |

| Luxemburg   | 1–0    | Macedonia de Nord |
| ----------- | ------ | ----------------- |
| Thill 90+2' | Report |                   |

| Ucraina                                          | 3–1    | Belarus               |
| ------------------------------------------------ | ------ | --------------------- |
| Kravets 7' Yarmolenko 30' Konoplyanka 40' (pen.) | Report | Kornilenko 62' (pen.) |

| Spania                     | 2–0    | Slovacia |
| -------------------------- | ------ | -------- |
| Alba 5' Iniesta 30' (pen.) | Report |          |

| Belarus             | 2–0    | Luxemburg |
| ------------------- | ------ | --------- |
| Gordeichuk 34', 62' | Report |           |

| Macedonia de Nord | 0–1    | Spania             |
| ----------------- | ------ | ------------------ |
|                   | Report | Pačovski 8' (aut.) |

| Slovacia | 0–0    | Ucraina |
| -------- | ------ | ------- |
|          | Report |         |

| Macedonia de Nord | 0–2    | Ucraina                          |
| ----------------- | ------ | -------------------------------- |
|                   | Report | Seleznyov 59' (pen.) Kravets 87' |

| Slovacia | 0–1    | Belarus    |
| -------- | ------ | ---------- |
|          | Report | Drahun 34' |

| Spania                            | 4–0    | Luxemburg |
| --------------------------------- | ------ | --------- |
| Cazorla 42', 85' Alcácer 67', 80' | Report |           |

| Belarus | 0–0    | Macedonia de Nord |
| ------- | ------ | ----------------- |
|         | Report |                   |

| Luxemburg                    | 2–4    | Slovacia                            |
| ---------------------------- | ------ | ----------------------------------- |
| Mutsch 61' Gerson 65' (pen.) | Report | Hamšík 24', 90+1' Nemec 29' Mak 30' |

| Ucraina | 0–1    | Spania    |
| ------- | ------ | --------- |
|         | Report | Mario 22' |

## Golgheteri
5 goluri
- Marek Hamšík
- Paco Alcácer

4 goluri
- Andrii Iarmolenko

3 goluri
- Adam Nemec
- David Silva
- Artiom Kraveț

2 goluri
- Stanislaw Drahun
- Mikhail Gordeichuk
- Timofei Kalachev
- Sergei Kornilenko
- Lars Krogh Gerson
- Aleksandar Trajkovski
- Juraj Kucka
- Róbert Mak
- Sergio Busquets
- Santi Cazorla
- Pedro
- Yevhen Konoplyanka
- Serhiy Sydorchuk

1 gol
- Stefano Bensi
- Mario Mutsch
- Sébastien Thill
- David Turpel
- Besart Abdurahimi
- Arijan Ademi
- Agim Ibraimi
- Adis Jahović
- Peter Pekarík
- Kornel Saláta
- Stanislav Šesták
- Miroslav Stoch
- Vladimír Weiss
- Jordi Alba
- Juan Bernat
- Diego Costa
- Mario Gaspar
- Andrés Iniesta
- Isco
- Álvaro Morata
- Sergio Ramos
- Denys Harmash
- Yevhen Seleznyov

1 autogol
- Alyaksandr Martynovich (jucând contra Ucrainei)
- Tome Pačovski (jucând contra Spaniei)

## Disciplină
Un jucător este suspendat automat pentru următorul meci dacă a comis următoarele ofense:
- Primirea unui cartonaș roșu (suspendarea poate fi extinsă pentru injurii mai serioase)
- Primirea a trei cartonașe galbene în trei meciuri diferite, precum și după al cincilea și oricare altul (suspendările sunt valabile și pentru baraj, dar nu și pentru turneul final sau pentru meciurile internaționale)

Următorii jucători au fost (sau vor fi) suspendați pentru unul dintre meciurile din preliminarii:
| Națională         | Jucător                | Avertizat | Suspendat                                |
| ----------------- | ---------------------- | --- | ---------------------------------------- |
| Belarus           | Maksim Bardachow       | contra Spaniei (15 noiembrie 2014) contra Macedoniei (27 martie 2015) contra Spaniei (14 iunie 2015)                | contra Ucrainei (5 septembrie 2015)      |
| Belarus           | Alyaksandr Martynovich | contra Luxemburgului (8 septembrie 2014) contra Macedoniei (27 martie 2015) contra Ucrainei (5 septembrie 2015)     | contra Luxemburgului (8 septembrie 2015) |
| Luxemburg         | Aurélien Joachim       | contra Portugaliei (15 octombrie 2013)                                                                              | contra Belarusului (8 septembrie 2014)   |
| Luxemburg         | Mario Mutsch           | contra Macedoniei (9 octombrie 2014) contra Slovaciei (27 martie 2015) contra Ucrainei (14 iunie 2015)              | contra Macedoniei (5 septembrie 2015)    |
| Luxemburg         | Christopher Martins    | contra Belarusului (8 septembrie 2014) contra Ucrainei (15 noiembrie 2014) contra Macedoniei (5 septembrie 2015)    | contra Belarusului (8 septembrie 2015)   |
| Luxemburg         | Chris Philipps         | contra Belarusului (8 septembrie 2014) contra Macedoniei (9 octombrie 2015) contra Belarusului (8 septembrie 2015)  | contra Spaniei (9 octombrie 2015)        |
| Luxemburg         | Daniel da Mota         | contra Belarusului (8 septembrie 2014) contra Ucrainei (14 iunie 2015) contra Spaniei (9 octombrie 2015)            | contra Slovaciei (12 octombrie 2015)     |
| Macedonia de Nord | Ferhan Hasani          | contra Slovaciei (14 iunie 2014)                                                                                    | contra Luxemburgului (5 septembrie 2015) |
| Macedonia de Nord | Besart Abdurahimi      | contra Spaniei (8 septembrie 2014) contra Ucrainei (12 octombrie 2014) contra Luxemburgului (5 septembrie 2015)     | contra Spaniei (8 septembrie 2015)       |
| Macedonia de Nord | Stefan Ristovski       | contra Spaniei (8 septembrie 2014) contra Luxemburgului (9 octombrie 2014) contra Luxemburgului (5 septembrie 2015) | contra Spaniei (8 septembrie 2015)       |
| Slovacia          | Martin Škrtel          | contra Greciei (11 octombrie 2013)                                                                                  | contra Ucrainei (8 septembrie 2014)      |
| Slovacia          | Martin Škrtel          | contra Macedoniei (15 noiembrie 2014) contra Luxemburgului (27 martie 2015) contra Macedoniei (14 iunie 2015)       | contra Spaniei (5 septembrie 2015)       |
| Slovacia          | Juraj Kucka            | contra Ucrainei (8 septembrie 2014) contra Spaniei (9 octombrie 2014) contra Macedoniei (14 iunie 2015)             | contra Spaniei (5 septembrie 2015)       |
| Slovacia          | Norbert Gyömbér        | contra Spaniei (9 octombrie 2014) contra Belarusului (12 octombrie 2014) contra Ucrainei (8 septembrie 2015)        | contra Belarusului (9 octombrie 2015)    |
| Spania            | Diego Costa            | contra Slovaciei (9 octombrie 2014) contra Luxemburgului (12 octombrie 2014) contra Macedoniei (8 septembrie 2015)  | contra Luxemburgului (9 octombrie 2015)  |
| Ucraina           | Yevhen Khacheridi      | contra Franței (19 noiembrie 2013)                                                                                  | contra Slovaciei (8 septembrie 2014)     |
| Ucraina           | Artem Fedetskyi        | contra Slovaciei (8 septembrie 2014) contra Macedoniei (12 octombrie 2014) contra Spaniei (27 martie 2015)          | contra Luxemburgului (14 iunie 2015)     |
| Ucraina           | Denys Harmash          | contra Belarusului (5 septembrie 2015)                                                                              | contra Slovaciei (8 septembrie 2015)     |
| Ucraina           | Serhiy Sydorchuk       | contra Macedoniei (12 octombrie 2014) contra Luxemburgului (15 noiembrie 2014) contra Macedoniei (9 octombrie 2015) | contra Spaniei (12 octombrie 2015)       |